# Silvie Lauder
Silvie Lauder (* 8. prosince 1978, Vyškov) je česká novinářka.
Narodila se ve Vyškově. Vystudovala žurnalistiku na Fakultě sociálních věd Univerzity Karlovy. Poté byla tři roky redaktorkou Lidových novin a od podzimu 2004 je redaktorkou časopisu Respekt. V roce 2013 jí byla udělena Novinářská cena Nadace Open Society Fund.